# Anna Jókai
Anna Jókai (ungerska: Jókai Anna), född 24 november 1932 i Budapest, död 5 juni 2017 i samma stad, var en ungersk författare, poet och lärare. Hon livnärde sig sedan 1974 på sitt skrivande, och under 1980-talet deltog hon i den ungerska frigörelseprocessen. Åren 1990–92 var Anna Jókai ordförande i Ungerska författarförbundet.

## Biografi
Redan vid unga år visade Anna Jókai intresse för att skriva. Hon slutade dock som 16-åring med sina tidiga författarförsök och tog upp tråden först 17 år senare. Efter skoltiden hade hon olika anställningar inom bokföring och som lärare. Under stora delar av 1950-talet var hon verksam som statsstödd författare. Från 1956 studerade Jókai på universitet, och 1961 tog hon examen i ungersk litteratur och Ungerns historia. Sedan arbetade hon fram till 1970 som lärare på grundskolenivå i Budapest.

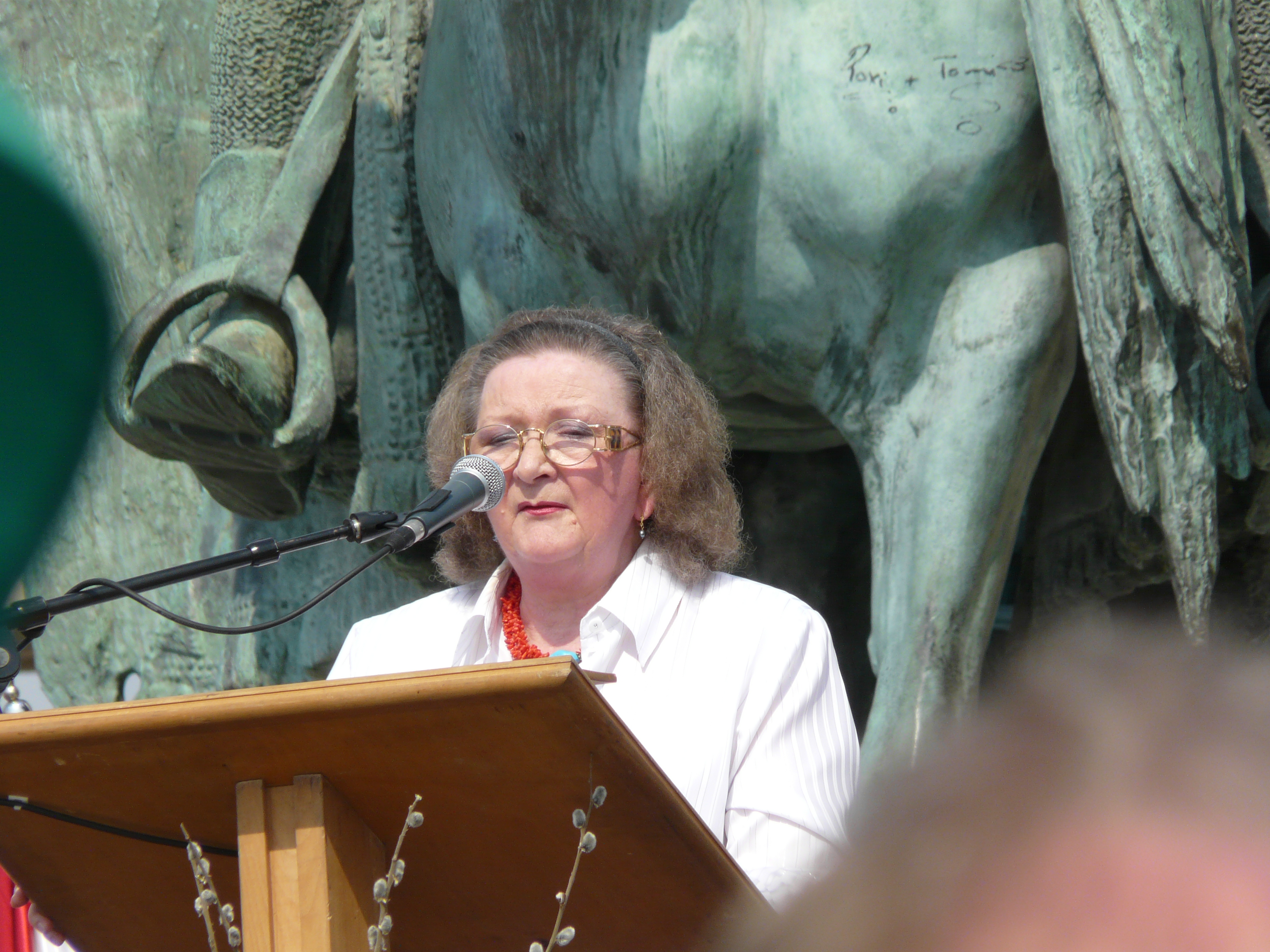
Anna Jókai vid Hjältarnas torg i Budapest, april 2009.

Åren 1971–74 arbetade Jókai som gymnasielärare. Mellan 1968 och 1977 skrev hon och lät publicera fem romaner och fyra novellsamlingar. Sakta men säkert växte hennes läsekrets, och sedan 1974 har hon enbart ägnat sig åt sitt skrivande, både som författare, poet och (sedan 1976) frilansskribent.
Mellan 1986 och 1989 verkade Anna Jókai som vice ordförande för Ungerns författarförbund, och åren 1990–92 var hon förbundsordförande.
Under 1980-talet deltog Jókai i den politiska frigörelseprocessen i Ungern. Hon fick både 1994 och 2014 motta det ungerska Kossuthpriset.